# Joseph-François Charpentier de Cossigny

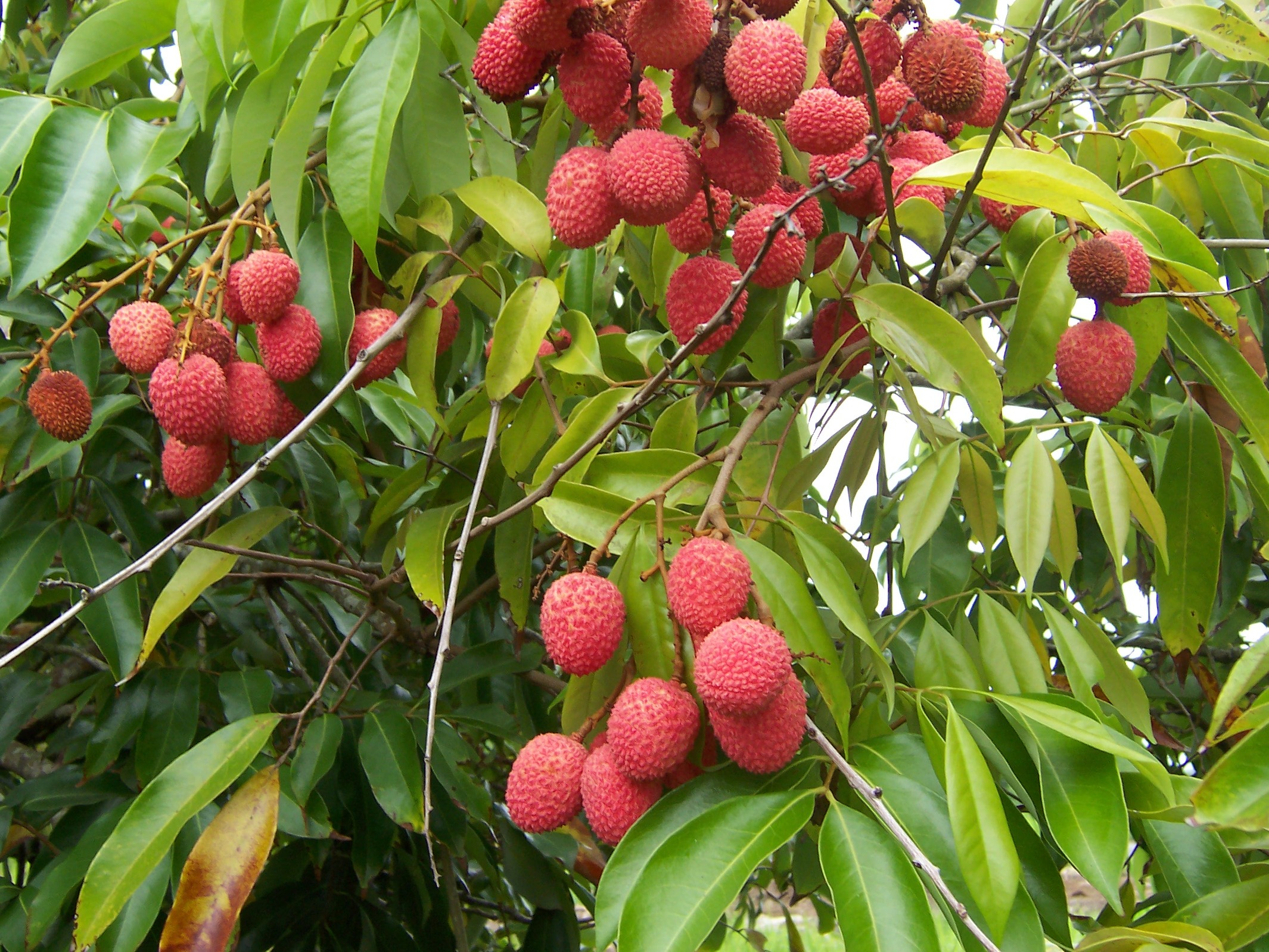
Litxi (Litchi chinensis)
Un dels fruits introduït a la Réunion per
Joseph-François Charpentier de Cossigny

Joseph-François Charpentier de Cossigny (1736-1809, també conegut com a Joseph-François Charpentier de Cossigny de Palma o simplement Cossigny de Palma), fou un enginyer i botànic francès. Va néixer a Port Louis, fill de Jean-François Charpentier de Cossigny, un enginyer de la Companyia francesa de les índies orientals. Era també cosí de David Charpentier de Cossigny, que fou Governador de l'Índia, Governador de Bourbon i Governador de Mascarene. El 1773, mentre feia una visita a París com a erudit i polític, havia demanat al secretari Colonial el dret d'establir una Cambra d'Agricultura a la Isle de France (en l'actualitat Maurici). La sol·licitud va ser rebutjada, essent considerat un Cossigny "agitador" per les autoritats, i l'establiment d'un òrgan representatiu vist com una ingerència en l'autoritat directa del ministeri.
Cossigny de Palma es va traslladar a Maurici, on va fundar una colònia anomenada Palma, i va crear diversos jardins d'aclimatació d'espècies de fruiters importats. És conegut per la introducció del litxi a les illes de Bourbon i l'Isle de France el 1764 després de diversos viatges a la Xina i l'Orient. Fou un dels primers membres de l'Institut de França el 1795.